# INSITU (Zeitschrift)
INSITU ist eine Zeitschrift, die sich mit der Geschichte der Architektur, historischer Architektur und Denkmalpflege befasst.

## Erscheinungsweise
Die Fachzeitschrift erscheint seit 2009 mit zwei Heften pro Jahr in einem Umfang von etwa 150 Seiten pro Heft in der Wernerschen Verlagsgesellschaft in Worms. Herausgeber sind von Anfang an Udo Mainzer und Ferdinand Werner. Letzterer nimmt auch die Aufgaben des Verlegers und Redakteurs der Zeitschrift wahr.

## Inhalte
Die Zeitschrift widmet sich der Architekturgeschichte, stellt historische Gebäude und historische Phänomene in Bauwesen und Architektur vor und befasst sich mit dem Umgang mit historischer Architektur.